# بث مباشر (مسلسل كوري جنوبي)
بث مباشر (بالكورية: 라이브)؛ هو مسلسل تلفزيوني كوري جنوبي من بطولة جونغ يو مي، إي كوانغ سو وباي جونج أوك.عرض المسلسل على شبكة تي في إن في الفترة من 10 مارس حتى 6 مايو 2018.

## روابط خارجية
- بث مباشر على موقع IMDb (الإنجليزية)
- بث مباشر على موقع نتفليكس (الإنجليزية)
- بث مباشر على موقع كينوبويسك (الروسية)
- بث مباشر على موقع قاعدة بيانات الفيلم (الإنجليزية)